# Novo Aripuanã (kommun)
Novo Aripuanã är en kommun i Brasilien.   Den ligger i delstaten Amazonas, i den centrala delen av landet, 1 700 km nordväst om huvudstaden Brasília. Antalet invånare är 21 389.
Följande samhällen finns i Novo Aripuanã:
- Novo Aripuanã

I omgivningarna runt Novo Aripuanã växer i huvudsak städsegrön lövskog. Trakten runt Novo Aripuanã är nära nog obefolkad, med mindre än två invånare per kvadratkilometer.